# Amphidasya
Amphidasya là một chi thực vật có hoa trong họ Thiến thảo (Rubiaceae).

## Loài
Chi Amphidasya gồm các loài: